# Irwin (Idaho)
Irwin es una ciudad ubicada en el condado de Bonneville, Idaho, Estados Unidos. Tiene una población estimada, a mediados de 2022, de 268 habitantes.

## Geografía
La localidad está ubicada en las coordenadas 43°24′12″N 111°16′46″O / 43.40333, -111.27944 (43.403359, -111.279513). Según la Oficina del Censo, tiene una superficie total de 6.39 km² de tierra y 0.002 km² de agua.

## Demografía
Según el censo de 2000, en ese momento los ingresos medios de los hogares eran de $31,250 y los ingresos medios de las familias eran de $42,813. Los hombres tenían ingresos medios por $28,333 frente a los $27,250 que percibían las mujeres. Los ingresos per cápita para la localidad eran de $17,896. Alrededor del 9.7% de la población estaba bajo la línea de pobreza nacional.
De acuerdo con la estimación 2017-2021 de la Oficina del Censo, los ingresos medios de los hogares son de $52,083 y los ingresos medios de las familias son de $91,250. Alrededor del 4.9% de la población está bajo la línea de pobreza nacional.